# Caterham CT01
El Caterham CT-01 es un monoplaza construido por Caterham F1 para competir en la temporada 2012. Fue pilotado por Heikki Kovalainen y Vitaly Petrov.

## Presentación
El monoplaza fue presentado el día 26 de enero de 2012 a través de internet. El coche se muestra como una evolución bastante profunda de su antecesor, el T128, pero con un diseño más extremo y con un morro bajo, conocido como "morro de pato", y la incorporación del KERS. La escudería malaya espera conseguir sus primeros puntos con el CT01 en 2012. El coche será puesto en pista por primera vez el día 7 de febrero de 2012 en el Circuito de Jerez.

## Resultados
(Clave) (negrita indica pole position) (cursiva indica vuelta rápida)
| Año  | Motor                    | Neu. | N.º | Pilotos           | 1   | 2   | 3   | 4   | 5   | 6   | 7   | 8   | 9   | 10  | 11  | 12  | 13  | 14  | 15  | 16  | 17  | 18  | 19  | 20  | Puntos | Pos. |
| ---- | ------------------------ | ---- | --- | ----------------- | --- | --- | --- | --- | --- | --- | --- | --- | --- | --- | --- | --- | --- | --- | --- | --- | --- | --- | --- | --- | ------ | ---- |
| 2012 | Renault RS27-2012 2.4 V8 | P    |     |                   | AUS | MYS | CHN | BHR | ESP | MON | CAN | EUR | GBR | GER | HUN | BEL | ITA | SIN | JPN | RCO | IND | ABU | USA | BRA | 0      | 10º  |
| 2012 | Renault RS27-2012 2.4 V8 | P    | 20  | Heikki Kovalainen | Ret | 18  | 23  | 17  | 16  | 13  | 18  | 14  | 17  | 19  | 17  | 17  | 14  | 15  | 19  | 17  | 18  | 13  | 18  | 14  | 0      | 10º  |
| 2012 | Renault RS27-2012 2.4 V8 | P    | 21  | Vitaly Petrov     | Ret | 16  | 18  | 16  | 17  | Ret | 19  | 13  | DNS | 16  | 19  | 14  | 15  | 19  | 17  | 16  | 17  | 16  | 17  | 11  | 0      | 10º  |